# Фредерік Вейенд
Фредерік Карлтон Вейенд (англ. Frederick Carlton Weyand; нар. 15 вересня 1916, Арбакл — пом. 10 лютого 2010, Гонолулу) — американський воєначальник, генерал армії США (1970), 27-й начальник штабу армії (1974—1976), 14-й заступник начальника штабу армії (1973—1974). Учасник Другої світової, Корейської і В'єтнамської війн.

## Біографія
Військова кар'єра
- 6 травня 1938 — другий лейтенант (ROTC)
- 24 червня 1941 — перший лейтенант (ROTC)
- 1 лютого 1942 — капітан
- 17 листопада 1942 — майор
- 4 березня 1945 — підполковник
- 22 квітня 1946 — перший лейтенант
- 15 липня 1948 — капітан
- 1 липня 1953 — майор
- липень 1955 — полковник
- 29 липня 1960 — бригадний генерал
- 15 вересня 1961 — підполковник
- листопад 1962 — генерал-майор
- вересень 1966 — полковник
- серпень 1968 — бригадний генерал
- серпень 1968 — генерал-майор
- серпень 1968 — генерал-лейтенант
- жовтень 1970 — генерал

Фредерік Карлтон Вейенд народився 15 вересня 1916 року в Арбаклі, Каліфорнія. Середню освіту здобув у школі у Фресно. У травні 1938 року успішно пройшов курс за програмою Корпусу підготовки офіцерів резерву (ROTC) в Каліфорнійському університеті в Берклі з отриманням військового звання другий лейтенант армії США. У 1940 році він одружився з Арлайн Ленгхарт.

### Друга світова війна, Корейська війна та міжвоєнний період
З 1940 по 1942 рік Вейенд проходив дійсну службу у 6-му полку польовій артилерії. У 1942 році він закінчив Командно-штабний коледж армії США у Форт Лівенворті та з 1942 по 1943 рік служив ад'ютантом Командування оборони гавані Сан-Франциско. 1944 року перейшов до офісу начальника розвідки Генерального штабу Військового міністерства. З 1944 по 1945 рік він був помічником начальника штабу з розвідки на Китайсько-Бірмансько-Індійському театрі дій. Відразу після війни, з 1945 по 1946 рік, він працював у Службі військової розвідки у Вашингтоні, округ Колумбія.
З 1946 по 1949 рік Вейенд був начальником штабу розвідки Збройних сил США у Середній частині Тихого океану. У 1950 році він закінчив армійську піхотну школу у Форт Беннінгу. З 1950 до 1951 року брав участь у Корейській війні, перебуваючи командиром 1-го батальйону 7-го піхотного полку та помічником начальника штабу, G–3, 3-ї піхотної дивізії.
З 1952 по 1953 рік Вейенд служив на факультеті піхотної школи. Після цього навчався в штабному коледжі Збройних сил, а після закінчення став військовим помічником в офісі помічника міністра армії з фінансового управління. З 1954 по 1957 рік — військовий помічник і виконавчий секретар міністра армії. У 1958 році закінчив Воєнний коледж армії США, командував 3-м батальйоном 6-го піхотного полку, який дислокувався в Європі (1958—1959). У 1960 році продовжив службу в Офісі командувача США у Берліні, а потім, з 1960 по 1961 рік, був начальником штабу зони зв'язку армії США в Європі. З 1961 по 1964 рік Вейенд був заступником начальника та начальником законодавчого відділу зв'язку Департаменту армії.

### В'єтнамська війна
У 1964 році Фредерік Вейенд став командиром 25-ї піхотної дивізії, дислокованої на Гаваях. Він продовжував керувати дивізією, коли вона була передислокована для проведення військових операцій у В'єтнамі в 1965 і 1966 роках. Командував дивізією до 1967 року, потім став заступником, а згодом командувачем II польового корпусу у В'єтнамі, відповідальним за тактичну зону III корпусу, що включала 11 провінцій навколо Сайгону.
У 1969 році Вейенд був призначений військовим радником посла Генрі Кебота Лоджа на Паризьких мирних переговорах. У 1970 році став помічником начальника штабу з розвитку військ. Пізніше в 1970 році він став заступником командувача Командування військової допомоги В'єтнаму (MACV).
30 червня 1972 року Вейенд змінив генерала Крейтона Абрамса, який був призначений начальником штабу армії, на посаді командувача MACV. До кінця 1972 року генерал Вейанд спостерігав за виведенням усіх американських сил з Південного В'єтнаму. У березні 1973 року Вейенд був нагороджений Національним орденом В'єтнаму першого ступеня та В'єтнамським хрестом мужності.
У 1973 році Вейенд нетривалий час посідав посаду командувача Тихоокеанської армії, а з травня 1973 року по жовтень 1974 року був заступником начальника штабу армії США.
З 3 жовтня 1974 до 30 вересня 1976 року генерал Вейенд був начальником штабу армії. В цій ролі він керував діями армії, спрямованими на покращення співвідношення між бойовими й підтримуючими компонентами сухопутних військ, розгортанню та набуттю спроможностей шістнадцятьма дивізіями, підвищував ефективність бойових підрозділів, кадрову та матеріально-технічну готовність. У жовтні 1976 року Вейенд звільнився з дійсної служби.